# Pseudoniphargus
Pseudoniphargus é um género de crustáceo da família Hadziidae.
Este género contém as seguintes espécies:
- Pseudoniphargus grandimanus